# Ignas Plūkas
Ignas Plūkas (Kaunas, 8 de diciembre de 1993) es un futbolista lituano que juega en la demarcación de portero.

## Selección nacional
Tras jugar en distintas categorías inferiores de la selección, el 25 de marzo de 2022 hizo su debut con la selección de fútbol de Lituania en un encuentro amistoso contra San Marino que finalizó con un resultado de 1-2 tras los goles de Augustinas Klimavičius y Linas Mėgelaitis para Lituania, y de Filippo Fabbri para el combinado sanmarinense.

## Clubes
| Club                     | País     | Año       | Partidos | Goles |
| ------------------------ | -------- | --------- | -------- | ----- |
| FBK Kaunas               | Lituania | 2010-2011 | 24       | 0     |
| FK Žalgiris              | Lituania | 2013-2014 | 21       | 1     |
| FK Šiauliai (cedido)     | Lituania | 2014      | 17       | 0     |
| FK Utenis Utena (cedido) | Lituania | 2014-2015 | 21       | 0     |
| Riteriai "B"             | Lituania | 2016-2018 | 16       | 0     |
| FK Riteriai              | Lituania | 2016-2018 | 53       | 0     |
| Sūduva "B"               | Lituania | 2018-2020 | 3        | 0     |
| FK Sūduva                | Lituania | 2018-2020 | 4        | 0     |
| FC Hegelmann             | Lituania | 2021-2022 | 68       | 0     |
| FK Kauno Žalgiris        | Lituania | 2023-2024 | 20       | 0     |
| FK Sūduva                | Lituania | 2025-     | 8        | 0     |